# Малый солдатский ара
Малый солдатский ара (лат. Ara militaris) — птица, вид семейства попугаевых.

## Внешний вид

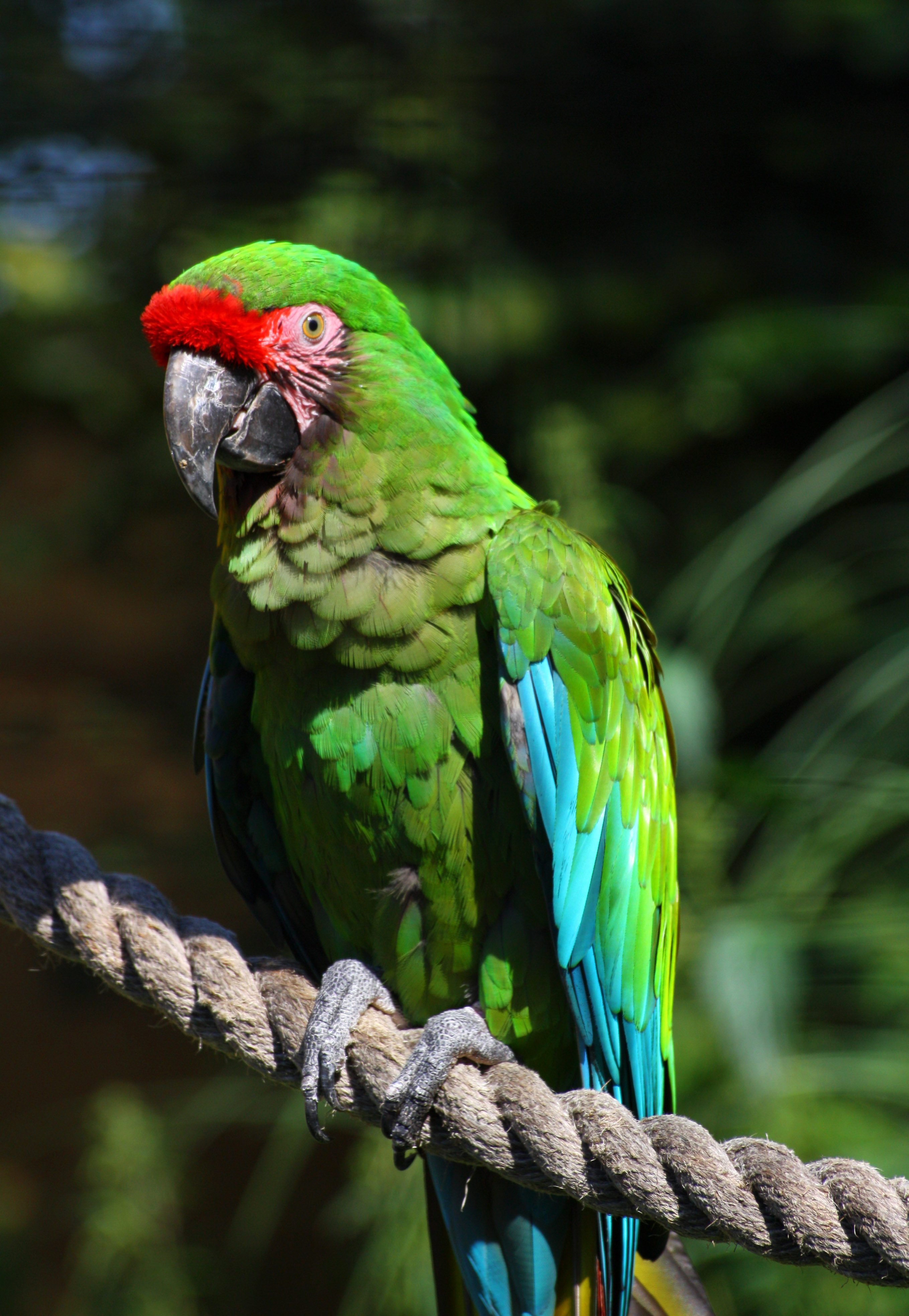
Малый солдатский ара в Лондонском зоопарке

Длина тела 63—70 см, хвоста 32—40 см; вес 850 г.
Окраска оперения сверху защитная — травянисто-зелёного цвета, нижняя часть тела оливково-зелёная. Верхняя часть головы тёмно-зелёная. Лицевая часть красновато-мясного цвета. Горло оливково-бурое. Лоб киноварно-красный. Рулевые перья красно-коричневого цвета с голубыми концами, маховые крылья синие. Надхвостье и нижние кроющие перья хвоста голубые. Клюв чёрно-серый. Радужка жёлтая. Лапы тёмные. Различий в окраске самца и самки нет.

## Распространение
Обитает в Колумбии, Мексике и Боливии.

## Образ жизни
Населяет как равнинные, так и горные области. В Андах их встречали на высоте до 3500 м над уровнем моря. В тропических лесах птицы держатся на кронах высоких деревьев, но в период созревания урожая летают кормиться на овощные и кукурузные плантации, чем приносят весьма ощутимый ущерб.

## Размножение

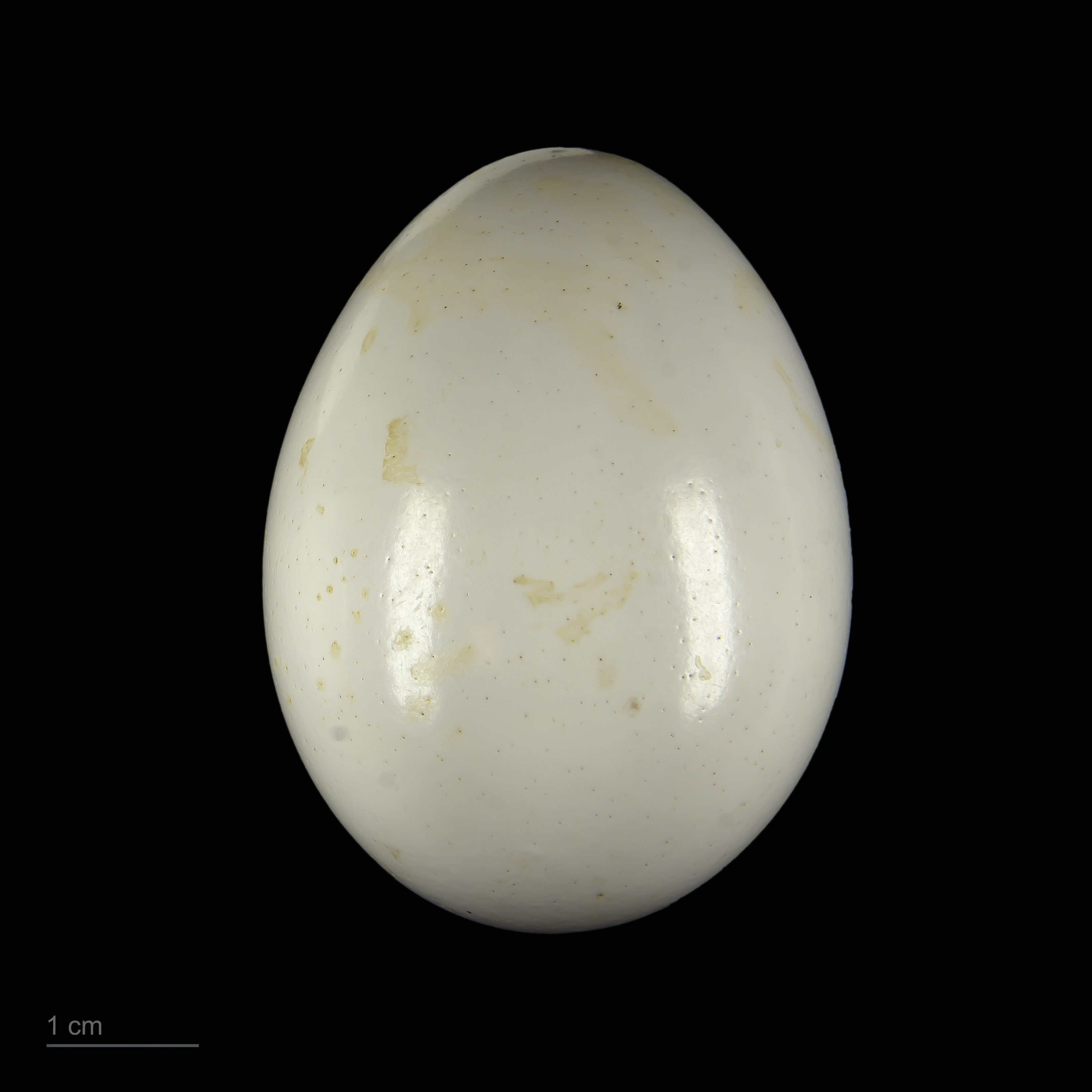
Яйцо Ara militaris, Тулузский музеум

Гнездятся в дуплах больших деревьев. Внутренний диаметр такого дупла 30 см, а иногда и больше. Птицы сами расширяют часть, где находится гнездовая камера. С их мощным клювом это не составляет особого труда.
Иногда колонии селятся на песчаных холмах, где вырывают под гнёзда довольно глубокие, иногда до 1 м, норы. В кладке обычно по 2 белых яйца. Насиживание длится 24—26 дней.

## Содержание
Быстро привыкают к неволе и при хорошем уходе и ласковом обращении могут прожить 80—100 лет. Кормятся всеми видами зерновых, хотя отдают предпочтение кукурузе и подсолнуху, а также фруктами, овощами, зеленью, орехами, свежими ветками.

## Классификация
Вид включает в себя 3 подвида.
- Ara militaris bolivianus Reichenow, 1908 — распространён в Боливии.
- Ara militaris mexicanus Ridgway, 1915 — распространён в Мексике.
- Ara militaris militaris (Linnaeus, 1766) — номинативный подвид. Распространён в Колумбии.